# Stenopsychodes venustus
Stenopsychodes venustus är en nattsländeart som beskrevs av Kimmins in Mosely och Douglas E. Kimmins 1953. Stenopsychodes venustus ingår i släktet Stenopsychodes och familjen Stenopsychidae. Inga underarter finns listade i Catalogue of Life.